# Karura
Karura (Tigrinya ቃሮራ, arabisch كارورا, auch: Karora) ist ein Ort in der eritreischen Region Semienawi Kayih Bahri. Er liegt in der Subregion Karura im äußersten Norden des Landes an der Grenze zum Sudan. Über eine Sandpiste ist der weniger als vier Kilometer nördlich liegende gleichnamige Ort Karura im Sudan sowie der Ort Emahmime (Algena) im Süden erreichbar. Von Emahmime aus nach Süden ist über Nakfa und Afabet die Stadt Keren erreichbar. Sowohl der eritreische als auch der sudanesische Ort Karura liegen am intermittierenden Fluss Karora, der weiter nordöstlich in das Rote Meer mündet.
In Karura gibt es ein Gesundheitszentrum. Die Bevölkerung der Subregion Karura besteht hauptsächlich aus Angehörigen der Völker Tigre und Rashaida. Die größte Herausforderung für die Bevölkerung ist die Abgeschiedenheit durch die großen Entfernungen, die schlechte Weginfrastruktur und den fehlenden Empfang.

## Geschichte
Während des Eritreischen Unabhängigkeitskrieges war die Subregion Karura ein stark umkämpftes Kriegsgebiet, sodass die Bevölkerung ihre kleinen Siedlungen verlassen musste und in den Sudan bzw. in andere Gebiete Eritreas floh. Alle heute existierenden Siedlungen wurden nach der Unabhängigkeit neu angelegt.